# 20814 Лораджонс
20814 Лораджонс (20814 Laurajones) — астероїд головного поясу, відкритий 27 вересня 2000 року.
Тіссеранів параметр щодо Юпітера — 3,237.